# Minami Hamabe
Minami Hamabe (jap. 浜辺 美波 Hamabe Minami; ur. 29 sierpnia 2000 w prefekturze Ishikawa) – japońska aktorka, jest jedną z czołowych aktorek we współczesnym japońskim przemyśle rozrywkowym.

## Życiorys
Urodziła się 29 sierpnia 2000 roku w prefekturze Ishikawa. W 2011 roku w wieku 11 lat podpisała kontrakt z Toho Entertainment i w tym samym roku zadebiutowała jako aktorka.
Jej pierwsza fotoksiążka „瞬間”, została wydana 25 maja 2015 roku. 21 września tego samego roku zyskała rozgłos dzięki roli Meiko Honmy w telewizyjnej adaptacji mangi i anime „Ano Hi Mita Hana no Namae o Bokutachi wa Mada Shiranai”.
W 2016 roku zagrała główną bohaterkę Saki Miyanagę w aktorskiej adaptacji popularnej mangi „Saki” autorstwa Ritsu Kobayashiego, co było jej pierwszą główną rolą w dramie. Wersja filmowa, w której również zagrała ukazała się w lutym 2017 roku. W połowie 2017 roku trafiła na pierwsze strony gazet, za sprawą głównej roli w filmie akcji, opartym na bestsellerowej powieści Yoru Sumino „Kimi no suizō o tabetai” (Chcę zjeść twoją trzustkę). Za tę rolę otrzymała nagrodę filmową Hochi dla najlepszego debiutanta, nagrodę Nikkan Sports Film dla najlepszego debiutanta oraz nagrodę Japońskiej Akademii Filmowej w kategorii debiut roku.

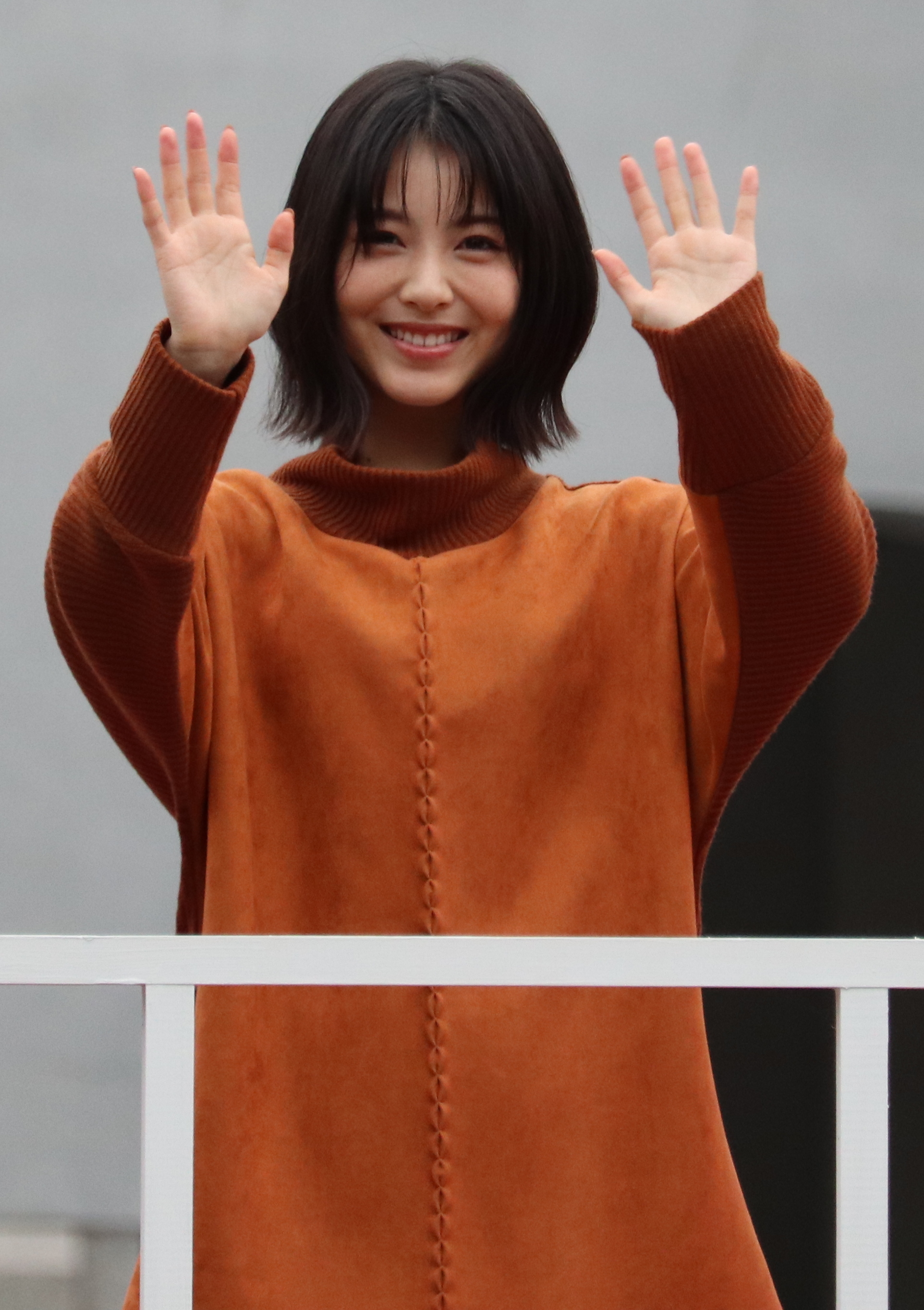
Zdjęcie zrobione podczas Maratonu w Kanazawie 27 października 2019

W styczniu 2018 roku wcieliła się w rolę Yumeko Jabami w dramie „Kakegurui”, opartej na mandze autorstwa Homury Kawamoto. W październiku rozpoczęła się jej pierwsza regularna audycja radiowa „Hamabe Minami Mayonaka no Cinderella” (浜辺美波 真夜中のシンデレラ). W grudniu tego samego roku ogłosiła, że po ukończeniu szkoły średniej skupi się na aktorstwie, a nie na studiach. W lutym 2019 roku ukończyła szkołę średnią Horikoshi. 3 maja w japońskich kinach ukazała się filmowa wersja „Kakegurui”, w której zagrała główną rolę. Zagrała także w filmie „The Great War of Archimedes”. W Japonii film zarobił ponad 1,9 miliarda jenów, co czyni go jednym z najbardziej dochodowych japońskich filmów w 2019 roku.
W 2020 roku zagrała wraz z Ryuseiem Yokohamą w aktorskiej adaptacji mangi „Cursed in Love”. W lutym 2021 roku otrzymała nagrodę Élan d’Or dla debiutanta roku. 27 października tego samego roku ukazała się fotoksiążka „20”, upamiętniająca przełomowy moment ukończenia 20. roku życia.
Drama „Dr. White” wyemitowana w styczniu 2022 roku była jej pierwszą z główną rolą w stacji Fuji TV. Zagrała także główną rolę w filmie „One Day, You Will Reach the Sea”, który swoją premierę miał 1 kwietnia. Film jest adaptacją powieści napisanej przez Maru Ayase w 2016 roku. Wiosną 2023 roku zagrała w dramie „Ranman” emitowanej w telewizji NHK. Wcieliła się w niej w rolę Sueko Makino, żony głównego bohatera Mantaro Makino, wzorowanego na botaniku Tomitarō Makino. A ponadto wystąpiła w filmie o superbohaterach Hideakiego Anno „Shin Kamen Rider” i zagrała postać Noriko Ōishi w „Godzilla Minus One” Takashiego Yamazakiego. 31 grudnia poprowadziła 74. odsłonę NHK Kōhaku Uta Gassen (wraz z Hiroyukim Ariyoshim, Kanną Hashimoto i spikerem Kozo Takase).
8 lutego 2024 roku otrzymała nagrodę Błękitnej Wstęgi dla najlepszej aktorki drugoplanowej za rolę Noriko Ōishi w „Godzilla Minus One”. Pod koniec roku poinformowano, że Hamabe zagra w taiga dramie „Toyotomi Brothers”, która zostanie wydana w 2026 roku.
W 2025 roku była odtwórczynią głównej roli w filmie „Under Ninja”.

## Filmografia

### Dramy
| Rok  | Tytuł | Rola                                                 | Stacja telewizyjna | Uwagi             | Przy.  |
| ---- | --- | ---------------------------------------------------- | ------------------ | ----------------- | ------ |
| 2012 | Naniwa Shounen Tanteidan (浪花少年探偵団)                                                                | Nana Asakura                                         | TBS                |                   | [ 32 ] |
| 2014 | Boku no Ita Jikan (浪花少年探偵団)                                                                       | Sumire Kuwashima                                     | Fuji TV            |                   | [ 33 ] |
| 2015 | Mare (まれ)                                                                                              | Asami Okesaku (córka Tetsuyi)                        | NHK                |                   | [ 34 ] |
| 2015 | Mutsu: Mieru Me (無痛～診える眼～)                                                                       | Satomi Minami                                        | Fuji TV            |                   | [ 35 ] |
| 2016 | Saki (咲-Saki-)                                                                                          | Saki Miyanaga                                        | TBS                | Główna rola       | [ 36 ] |
| 2017 | Super Salaryman Mr. Saenai (スーパーサラリーマン左江内氏)                                                | Arisa Manaka                                         | NTV                | Odc.3             | [ 37 ] |
| 2017 | Saki Achiga-hen episode of Side-A (咲-Saki-阿知賀編 episode of side-A)                                   | Teru Miyanaga                                        | TBS, MBS           |                   | [ 38 ] |
| 2018 | Kakegurui (賭ケグルイ)                                                                                   | Yumeko Jabami                                        | MBS, TBS           | Główna rola       | [ 39 ] |
| 2018 | Hotel on the Brink (崖っぷちホテル！)                                                                    | Haru Horai (szef kuchni)                             | NTV                |                   | [ 40 ] |
| 2018 | Kyou Kara Ore wa!! (今日から俺は!!)                                                                      | (Uczennica pierwszego roku szkoły średniej w Nanyou) | NTV                | Odc.8             | [ 41 ] |
| 2019 | Kakegurui Season 2 (賭ケグルイ Season 2)                                                                 | Yumeko Jabami                                        | MBS, TBS           | Główna rola       | [ 42 ] |
| 2019 | Pure! ~ One-day idol director's case book ~ (ピュア!〜一日アイドル署長の事件簿〜)                        | Junko Kurobara                                       | NHK                | Główna rola       | [ 43 ] |
| 2020 | Alibi Kuzushi Uketamawarimasu (アリバイ崩し承ります)                                                     | Tokino Mitani                                        | TV Asahi           | Główna rola       | [ 44 ] |
| 2020 | Alibi Kuzushi Uketamawarimasu Tokubetsuhen (アリバイ崩し承ります特別編 時計屋探偵とお祖父さんのアリバイ) | Tokino Mitani                                        |                    | Główna rola       | [ 45 ] |
| 2020 | Eizouken ni wa Te o Dasu na! (映像研には手を出すな！)                                                    | Haruko                                               | MBS                |                   | [ 46 ] |
| 2020 | Cursed in Love (ピュア!〜一日アイドル署長の事件簿〜)                                                     | Nao Hanaoka (Sakura)                                 | NTV                | Główna rola       | [ 47 ] |
| 2020 | Talio Fukushu Daiko no Futari (タリオ 復讐代行の2人)                                                     | Mami Shirasawa                                       | NHK                | Główna rola       | [ 48 ] |
| 2021 | Date My Daughter! (ウチの娘は、彼氏が出来ない!!)                                                         | Sora Minase                                          | NTV                | Główna rola       | [ 49 ] |
| 2021 | Kakegurui Twin (タリオ 復讐代行の2人)                                                                    | Yumeko Jabami                                        | Amazon Prime       |                   | [ 50 ] |
| 2021 | New World Makers (ニューワールドメイカーズ)                                                              |                                                      |                    | Drama internetowa | [ 51 ] |
| 2022 | Dr. White (ドクターホワイト)                                                                             | Byakuya Yukimura / Dr. White                         | Fuji TV            | Główna rola       | [ 52 ] |
| 2022 | Oliver na Inu, (Gosh!!) Konoyarou 2 (オリバーな犬、(Gosh!!)このヤロウ2)                                  |                                                      | NHK                |                   | [ 53 ] |
| 2023 | Ranman (らんまん)                                                                                        | Sueko Makino                                         | NHK                | Główna rola       | [ 54 ] |
| 2024 | Shin Kamen Rider Kakuwa Format Ban (シン・仮面ライダー 各話フォーマット版)                               | Ruriko Midorikawa                                    |                    | Główna rola       | [ 55 ] |
| 2026 | Toyotomi Brothers (豊臣兄弟!)                                                                            | Nene                                                 | NHK                | Taiga drama       | [ 30 ] |

### Filmy
| Rok  | Tytuł | Rola                                       | Uwagi              | Przy.  |
| ---- | --- | ------------------------------------------ | ------------------ | ------ |
| 2011 | Sky Blue Story (空色物語) | Fumika Saito                               | Główna rola        | [ 56 ] |
| 2012 | Ace Attorney (逆転裁判) | Młoda Chihiro Ayasato                      |                    | [ 56 ] |
| 2014 | Sakamichi no Ie (坂道の家) | Sugita Rieko (czasy gimnazjum)             |                    | [ 57 ] |
| 2014 | Setagaya-ku, 39-chome (世田谷区, 39丁目)                                                                                            | Mio                                        | Główna rola        | [ 56 ] |
| 2015 | Ano Hi Mita Hana no Namae o Bokutachi wa Mada Shiranai (エイプリルフールズ)                                                         | Meiko „Menma” Honma                        | Główna rola        | [ 7 ]  |
| 2015 | April Fools (エイプリルフールズ) | Rika Etō (uczennica)                       |                    | [ 56 ] |
| 2016 | Hissatsu Shigotonin 2016 Special (必殺仕事人2016)                                                                                   | Okinu                                      |                    | [ 58 ] |
| 2016 | Yo-Kai Watch: Soratobu Kujira to Double no Sekai no Daiboken da Nyan! (映画 妖怪ウォッチ 空飛ぶクジラとダブル世界の大冒険だニャン!) | Kanami Nankai                              |                    | [ 56 ] |
| 2017 | Yo nimo Kimyo na Monogatari: 2017 Spring Special (世にも奇妙な物語'17 春の特別編)                                                   | Yuuna Murakami (Kazoku Shiritori)          |                    | [ 59 ] |
| 2017 | Saki (咲-Saki-) | Saki Miyanaga                              | Główna rola        | [ 56 ] |
| 2017 | Kimi no suizō o tabetai (君の膵臓をたべたい)                                                                                        | Sakura Yamauchi                            | Główna rola        | [ 56 ] |
| 2017 | Ajin: Demi-Human (亜人) | Eriko Nagai (siostra Keia)                 |                    | [ 56 ] |
| 2018 | Gakeppuchi Hotel: Today's guest is Mr. Naoya Ukai (崖っぷちホテル! 〜本日のお客様は、宇海直哉様〜)                                  | Haru Horai                                 |                    | [ 60 ] |
| 2018 | Saki Achiga-hen: episode of side-A (咲 Saki 阿知賀編 episode of side-A)                                                             | Teru Miyanaga (Szkoła średnia Shiraitodai) |                    | [ 56 ] |
| 2018 | My Little Monster (となりの怪物くん)                                                                                                | Chizuru Oshima                             |                    | [ 56 ] |
| 2018 | My Teacher, My Love (センセイ君主)                                                                                                  | Ayuha Samaru                               | Główna rola        |        |
| 2019 | Vocab Rider Special Drama: Sorezore No Yume (ボキャブライダー・スペシャルドラマ ~それぞれの夢~)                                     |                                            | Główna rola        | [ 61 ] |
| 2019 | Ooku Sai Shusho (大奥) | Take-hime                                  |                    | [ 62 ] |
| 2019 | Eiga Kakegurui (映画 賭ケグルイ) | Yumeko Jabami                              | Główna rola        | [ 56 ] |
| 2019 | Tales of the Bizarre: 2019 Rain Special (世にも奇妙な物語'19 雨の特別編)                                                            | Itsuki Tachikawa (Daikon Samurai)          | Główna rola        | [ 63 ] |
| 2019 | The Great War of Archimedes (アルキメデスの大戦)                                                                                    | Kyōko Ozaki                                |                    | [ 56 ] |
| 2019 | Hello World (HELLO WORLD ハロー・ワールド)                                                                                          | Ruri Ichigyō                               | Seiyū              | [ 56 ] |
| 2019 | Murder at Shijinso (屍人荘の殺人)                                                                                                   | Hiruko Kenzaki                             | Główna rola        | [ 56 ] |
| 2020 | Love Me, Love Me Not (思い、思われ、ふり、ふられ)                                                                                   | Akari Yamamoto                             | Główna rola        | [ 56 ] |
| 2020 | Keep Your Hands Off Eizouken! (映像研には手を出すな！)                                                                              | Haruko                                     |                    | [ 56 ] |
| 2020 | The Promised Neverland (約束のネバーランド)                                                                                         | Emma                                       | Główna rola        | [ 56 ] |
| 2021 | Meitantei Conan: Hiiro no dangan (名探偵コナン 緋色の弾丸)                                                                          | Ellie Ishioka                              | Seiyū              | [ 56 ] |
| 2021 | Kakegurui the Movie: Zettai Zetsumei Russian Roulette (映画 賭ケグルイ 絶体絶命ロシアンルーレット)                                  | Yumeko Jabami                              | Główna rola        |        |
| 2021 | A school where students can start over (生徒が人生をやり直せる学校)                                                                 | Kaoruko Okabe                              |                    | [ 64 ] |
| 2022 | Dr. White SP (ドクターホワイト特別編)                                                                                               | Byakuya Yukimura / Dr. White               | Główna rola        | [ 65 ] |
| 2022 | One Day, You Will Reach the Sea (やがて海へと届く)                                                                                  | Sumire                                     | Główna rola        | [ 56 ] |
| 2023 | Kin no Kuni Mizu no Kuni (金の国 水の国)                                                                                            | Sarah                                      | Główna rola, seiyū | [ 56 ] |
| 2023 | Shin Kamen Rider (シン・仮面ライダー)                                                                                               | Ruriko Midorikawa                          |                    | [ 56 ] |
| 2023 | Godzilla Minus One (ゴジラ-1.0) | Noriko Oishi                               |                    | [ 56 ] |
| 2024 | Silent Love (サイレントラブ) | Mika Jinnai                                | Główna rola        | [ 56 ] |
| 2024 | Alibi Kuzushi Uketamawarimasu Special (アリバイ崩し承りますスペシャル)                                                              | Lori Shima                                 | Główna rola        | [ 66 ] |
| 2024 | Moshimo Tokugawa Ieyasu ga Sori Daijin ni Nattara (もしも徳川家康が総理大臣になったら)                                              | Risa Nishimura                             | Główna rola        | [ 56 ] |
| 2024 | Roku Nin no Usotsukina Daigakusei (六人の嘘つきな大学生)                                                                            | Iori Shima                                 | Główna rola        | [ 56 ] |
| 2025 | Under Ninja (アンダーニンジャ) | Ayaka Noguchi                              | Główna rola        | [ 67 ] |

### Teledyski
| Rok  | Tytuł                                                  | Artysta           | Przy.         |
| ---- | ------------------------------------------------------ | ----------------- | ------------- |
| 2013 | „Paradise” (パラダイス)                                | Hideyuki Kuronuma | [ 68 ]        |
| 2016 | „Sora ga Aozora de Aru Tame ni” (空が青空であるために) | Glay              | [ 69 ] [ 70 ] |
| 2017 | „Hana no Uta” (花の唄)                                 | Aimer             | [ 71 ] [ 72 ] |
| 2018 | „I Want You Back” (『SENSEI KUNSHU × TWICE』ver.)      | Twice             | [ 73 ] [ 74 ] |
| 2019 | „I beg you”                                            | Aimer             | [ 75 ] [ 76 ] |
| 2020 | „Haru wa Yuku” (春はゆく)                              | Aimer             | [ 77 ] [ 78 ] |

## Dyskografia

### Singel
| # | Data wydania  | Tytuł                     | Utwory                         | Uwagi | Przy.  |
| - | ------------- | ------------------------- | ------------------------------ | --- | ------ |
| 1 | 1 lutego 2017 | きみにワルツ／NO MORE CRY | 1. きみにワルツ 2. NO MORE CRY | Pierwszym utworem jest motyw otwierający dramę „Saki”, a drugim kończący. Utwory są wykonane przez aktorki występujące w dramie pod nazwą 清澄高校麻雀部. | [ 79 ] |

## Nagrody i nominacje
| Rok  | Ceremonia                            | Kategoria                      | Nominowany                                   | Rezultat  | Przy.  |
| ---- | ------------------------------------ | ------------------------------ | -------------------------------------------- | --------- | ------ |
| 2017 | Nagrody Nikkan Sports Film           | Najlepszy Debiutant            | Chcę zjeść twoją trzustkę i Ajin: Demi-Human | Wygrana   | [ 80 ] |
| 2017 | Nagrody Nikkan Sports Film           | Najlepsza Aktorka              | Chcę zjeść twoją trzustkę                    | Nominacja | [ 81 ] |
| 2017 | Nagrody Filmowe Hochi                | Najlepszy Debiutant            | Chcę zjeść twoją trzustkę                    | Wygrana   | [ 82 ] |
| 2018 | Nagrody filmowe Mainichi             | Najlepsza Nowa Aktorka         | Chcę zjeść twoją trzustkę                    | Nominacja | [ 83 ] |
| 2018 | Nagrody Błękitnej Wstęgi             | Najlepszy Debiut               | Chcę zjeść twoją trzustkę                    | Nominacja | [ 84 ] |
| 2018 | Nagrody filmowe Tokyo Sports         | Najlepszy Debiutant            | Chcę zjeść twoją trzustkę                    | Nominacja | [ 85 ] |
| 2018 | Nagrody Japońskiej Akademii Filmowej | Debiut Roku                    | Chcę zjeść twoją trzustkę                    | Wygrana   | [ 86 ] |
| 2021 | Nagrody Élan d’Or                    | Debiutant Roku                 | Minami Hamabe                                | Wygrana   | [ 87 ] |
| 2023 | Nagrody Nikkan Sports Film           | Najlepsza Aktorka Drugoplanowa | Godzilla Minus One and Shin Kamen Rider      | Nominacja | [ 88 ] |
| 2023 | Nagrody Filmowe Hochi                | Najlepsza Aktorka Drugoplanowa | Godzilla Minus One and Shin Kamen Rider      | Nominacja | [ 89 ] |
| 2024 | Nagrody Błękitnej Wstęgi             | Najlepsza Aktorka Drugoplanowa | Godzilla Minus One and Shin Kamen Rider      | Wygrana   | [ 90 ] |
| 2024 | Nagrody Japońskiej Akademii Filmowej | Najlepsza Aktorka              | Godzilla Minus One                           | Nominacja | [ 91 ] |
| 2024 | Nagrody Japońskiej Akademii Filmowej | Najlepsza Aktorka Drugoplanowa | Shin Kamen Rider                             | Nominacja | [ 91 ] |
| 2024 | Azjatyckie Nagrody Filmowe           | Najlepsza Aktorka Drugoplanowa | Godzilla Minus One                           | Nominacja | [ 92 ] |